# Эль-Кусия
Эль-Кусия (араб. القوصية‎) — город в центральной части Египта, расположенный на территории мухафазы Асьют.

## История
В древности город Кусы (на месте которого расположена ныне Эль-Кусия) являлся центром четырнадцатого септа (нома) Верхнего Египта, который именовался греками Ликополисским «последующим» номом. В 8 километрах к западу от города расположена деревня Меир, вблизи которой находится некрополь скальных гробниц, относящихся ко времени VI и XII династий. В этих гробницах были захоронены правители XIV нома, а также члены их семей.

## Географическое положение
Город находится в западной части мухафазы, в левобережной части долины реки Нил, на расстоянии приблизительно 45 километров к северо-западу от Асьюта, административного центра провинции. Абсолютная высота — 35 метров над уровнем моря.

## Демография
По данным переписи 2006 года численность населения Эль-Кусии составляла 69 388 человек.
Динамика численности населения города по годам:
| 1996   | 2006   |
| ------ | ------ |
| 55 957 | 69 388 |

## Транспорт
Ближайший аэропорт расположен в городе Асьют, на расстоянии 16 километров к западу от Эль-Кусии.